# ウランプハ砂漠
ウランプハ砂漠（ウランプハさばく、モンゴル語:ᠤᠯᠠᠭᠠᠨᠪᠤᠬ᠎ᠠ
ᠴᠥᠯ　Ulaanbuh tsöl、烏蘭布和砂漠）は、中華人民共和国内モンゴル自治区のアルシャー盟からバヤンノール市中部にかけて広がる砂漠。最大で南北が170km、東西が110kmあり、面積は約1万1千平方キロメートルである。ウランブフ、ウランブハなどとも言う。
南は賀蘭山、北は狼山、東はジランタイ塩湖、西は河套平原（黄河を挟んでオルドス高原の北側にある）と接する。砂漠の平均標高は1,000～1,100mである。
「ウランプハ」はモンゴル語で赤い雄牛を意味する。
砂漠の南部は流砂（移動する砂丘）、中央部は畑の畝の形をした砂丘、北部は半固定の砂丘が多い。
また、130～140平方キロメートルほどが耕地となっており、小麦、トウモロコシ、甜菜、ヒマワリなどが栽培されている。黄河から引いた灌漑用水や、砂漠に点々とある湖の水が利用されており、日照が豊かなため、牧畜、林業、漁業などが発展するための条件は良いとされる。